# Costumbrismo

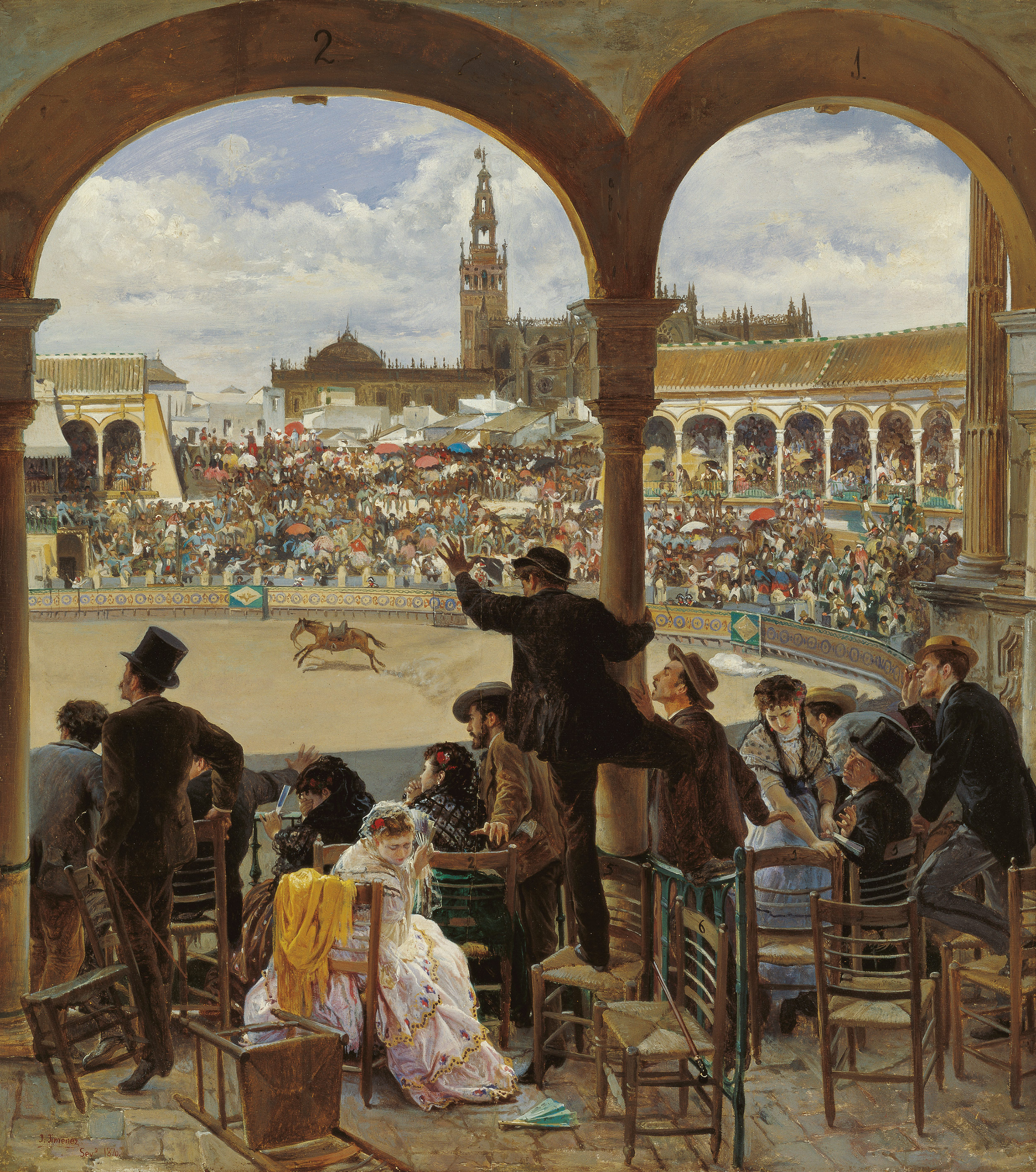
La plaza de toros (1870), obra de José Jiménez Aranda (1837–1903)

Costumbrismo é a interpretação literária ou pictórica da vida cotidiana, maneirismos e costumes locais, principalmente no cenário hispânico e, particularmente , no século XIX. O costumbrismo está relacionado tanto com o realismo artístico e quanto ao romantismo, partilhando o interesse romântico pela expressão contra a simples representação e o foco romântico e realista na representação exata de determinados tempos e lugares, ao invés da humanidade em abstrato. Muitas vezes, é satírico e até moralista, mas ao contrário do realismo, não costuma oferecer ou até mesmo implicar qualquer análise específica da sociedade que retrata. Quando não satírica, a sua abordagem ao pitoresca detalhe folclórico muitas vezes tem um aspecto romântico.
O costumbrismo pode ser encontrado das artes visuais às literárias e, por extensão, o termo também pode ser aplicado a certas abordagens de objetos folclóricos. Originalmente encontrado em ensaios curtos e mais tarde em romances, o costumbrismo é frequentemente encontrado nas zarzuelas do século XIX, especialmente no género chico. Museus costumbristas lidam com o folclore local e os festivais de arte costumbristas celebram costumes, artesãos e seu trabalho locais.
Embora inicialmente associada com a Espanha no final do século XVIII e XIX, o costumbrismo expandiu-se para a América e estabeleceu raízes nas Hispano-América, incorporando elementos indígenas. Juan López Morillas resumiu o apelo de costumbrismo ao escrever sobre a sociedade latino-americana da seguinte forma: os costumes da "preocupação com os mínimos detalhes, a cor local, o pitoresco e sua preocupação com as questões de estilo é frequentemente não são mais do que um subterfúgio. Espantados pelas contradições observadas em torno deles, incapazes de compreender claramente o tumulto do mundo moderno, esses escritores buscaram um refúgio no particular, no trivial ou no efêmero."